# Bosporus (film)
Bosporus er en dansk kortfilm fra 2011 instrueret af Martin Werner og efter manuskript af Sanne Munk Jensen og Martin Werner.

## Handling
Omsluttet af masserne og larmen lever den ældre enkemand Murat et stille liv i Tyrkiets tættest befolkede by, Istanbul. Hverdagen er ren rutine, og med alkohol forsøger Murat af og til at dæmme op for sorgen over tabet af sin familie, der for mange år siden omkom ved en tragisk bilulykke. Savnet er stort og driver ham hver dag op ad bjerget for at besøge deres grav. Men en dag flytter en smuk kvinde ind i lejligheden nedenunder, og et sprunget vandrør bringer dem på talefod.

## Medvirkende
- Turgay Tanülkü, Murat
- Zuhal Gencer, Efrad
- Engin Benli, Ilker